# Уэйт, Уильям Белл
Уильям Белл Уэйт (англ. William Bell Wait; 25 марта 1839, Амстердам, Нью-Йорк, США — 1916) — преподаватель Нью-Йоркской школы обучения слепых, изобретатель Нью-Йоркского точечного алфавита, широко распространённого в США до появления системы Брайля. Адаптировал свой алфавит для более чем 20 языков, создал систему нотной записи для слепых, занимался усовершенствованием материалов и технологии печати тактильным шрифтом.

## Публикации
- The Normal Course of Piano Technique (1887)
- Harmonic Notation (1888)
- Phases of Punctography in Relation to Visual Typography, writing, printing, bookbinding, and other features (1900)
- The Uniform Type Question, an examination of the report of the Uniform Type Committee of June, 1913 (1915)
- New Aspects of the Uniform Type Folly (1916)